# Erymanthos (bjerg)
Erymanthos (græsk: Ερύμανθος, latin: Erymanthus) er samlet set ikke et bjerg, men er et uregelmæssigt massiv af toppe forbundet af højdedrag indlejret i det større massiv af bjerge beliggende i den nordvestlige del af Peloponnes i Grækenland. Dens højeste top, Olenos eller Olonos (Ωλενός eller Ωλονός), Olenos har en højde på 2.224 moh. kaldes ofte Mount Erymanthus, og omvendt kan Mount Olenos bruges til hele området, selvom den sædvanlige brug er Erymanthos for området og Olenos for toppen.
Olenos er den fjerdehøjeste top på Peloponnes-halvøen. Toppen er på grænsen mellem de regionale enheder Achaea og Elis. Historisk set var Erymanthos en del af det nordvestlige Arkadien, hvor det var den næsthøjeste bjergkæde. Den nordlige del tilhørte det historiske Achaea.

## Navnet
Navnet, Erymanthos, er en arv fra forhistorisk tid; altså bronzealderen og muligvis før. Det optræder som et underforstået område i Linear B, skriften fra den sene bronzealder. Om det er indoeuropæisk eller ej, kan diskuteres og er ikke blevet løst. Det er ikke græsk. Olenos, på den anden side, er græsk for ulna, "underarm", selvom årsagen til navnet er gået tabt (en slags bøjning er blevet foreslået).
I modsætning til de fleste andre bjergkæder i Eurasien, synes Erymanthos ikke at have nogen klar afgrænsning. I litteraturen er grænserne noget fleksible; en kilde vil oplyse, at en bestemt landsby eller bjerg er inde, mens en anden omtaler det som ude. For nylig (1992 og senere) blev definitionsproblemet konfronteret af den græske regering i overensstemmelse med EU 's habitatdirektiv, der pålægger dets medlemslande at etablere beskyttede områder i Natura 2000- netværket.

## Habitatområde
Erymanthos blev beskyttet som habitatområde ved navn Oros Erymanthus. Det har et areal på omkring 193,32 km2, (omkring 15 km nord-syd og 26 km øst-vest). Omkredsen er oversået med små landsbyer placeret for enderne af adgangsveje lidt oppe i det bjergrige terræn. Den beskyttede region er generelt fri for veje og landsbyer, bortset fra to, Platanista og Lechourion. Terrænet er mildt i forhold til Alpernes bratte højder. Klippe- og klippeklatring er ikke nødvendig, hvis det ikke ønskes, alligevel er regionen skåret af kløfter overalt, hvilket gør stierne hårde.

## Erymanthus-massivets topografi
Nedenfor er en oversigt over toppene i det Natura 2000-beskyttede område. Højderne og lokationerne er hovedsageligt fra datasættet GR2320008, som har forrang. Disse kan variere lidt fra kilde til kilde. PeakVisor bruges som backup-kilde og giver også prominenserne. Etymologierne er af græske navne, hvilket de fleste af dem er. Oversættelsen af et græsk navn er ofte et spørgsmål om mening; hvis der er nogen uenighed, henvises til enhver oldgræsk ordbog eller til de store engelske ordbøger, såsom Merriam-Webster International eller American Heritage . Linkene er udelukkende til Wikipedia-artikler, hvis de findes; hvis ikke, efterlades de tomme.
| Navn                                   | Højde/ Prominens                      | Beliggenhed                                   | Etymologi       |
| -------------------------------------- | ------------------------------------- | --------------------------------------------- | --------------- |
| Melissovouni Μελισσοβούνι              | 1.464 moh 35 m (115 ft)               | 38°01′40″N 21°49′05″Ø / 38.02765°N 21.81811°Ø | "honning-bakke" |
| Mike Mouggila Μικρἡ Μουγγίλα           | 1.900 m (6.200 ft)                    | 37°59′35″N 21°51′56″Ø / 37.99293°N 21.86558°Ø | "Mougila Minor" |
| Mouggila Μουγγίλα græsk gg er en nasal | 2.169 m (7.116 ft)                    | 37°58′54″N 21°50′56″Ø / 37.98158°N 21.84884°Ø |                 |
| Olenos Ωλενός eller Granitter          | 2.223 m (7.293 ft) 1.205 m (3.953 ft) | 37°59′16″N 21°50′04″Ø / 37.98778°N 21.83433°Ø | "bump"          |
| Psele Tourla Ψηλἡ Τοὑρλα               | 2.086 m (6.844 ft) 255 m (837 ft)     | 37°58′06″N 21°50′36″Ø / 37.96823°N 21.84330°Ø | "Grand Tourla"  |

### Beskrivelse
Erymanthos er i udkanterne skovklædt med fyrre-, oliven-, ceder-, birk- og grantræer . Ufrugtbar jord og græsarealer varierer fra 1.000 til 1.600 moh. og ikke-bevoksede dele fortsætter op til toppen. Bjergets farve er afledt af farverne på grundfjeldet. Der ses flere udtørrede vandløb på toppen.
Forbundne bjergkæder omfatter Kallifoni og Lampeia (Divri) mod sydvest. Andre toppe omfatter Moungila eller Mougila (Μουγγίλα) på 2.169 moh., Profitis Ilias (Προφήτης Ηλίας) på 2.124 moh. Pyrgakos eller Pirgakos (Πυργάκος) på 2.050 moh. , en på 1.923 meter, I Psili Tourla på 1.891 moh., Lepida (Λεπίδα) på 1.541 m, Melissovouni (Μελισσοβούνι, der betyder "biernes bjerg") på 1.461 m, og Agios Athanasios (Άγιος Αθανάσιος) på 1.219 moh. Bjerget er kilden til Pineios- floden mod sydvest, Selinountas mod øst, Erymanthos mod syd og Peiros og Parapeiros mod sydøst. Det er en del af den geologiske zone Oleni - Pindos.
Udsigten fra toppen af Erymanthos omfatter det meste af det vestlige og nordvestlige Peloponnes, det nordlige Arcadia og bakkerne i det østlige Ilia. Bjergene i det sydlige Centralgrækenland og bjergene på øerne Zakynthos, Kefalonia og Ithaca kan ses på klare dage.

## Historie
I oldtiden var Erymanthos berømt som residensen for det erymanthiske vildsvin. I græsk mytologi opkaldte kongen af Arcadien, Lycaon, sit vildsvin Erymanthus efter bjerget. Herakles fangede Erymanthian ornen og bragte den tilbage til Eurystheus som en af hans 12 arbejder.
Mellem det byzantinske rige og den græske uafhængighedskrig blev flere landsbyer grundlagt, herunder Skiada og Oreino . Efter Anden Verdenskrig og den græske borgerkrig blev de fleste landsbyer genopbygget. Den 5. februar 2008 blev bjerget rystet af to jordskælv, der målte 5,5 på Richter-skalaen. Det ene epicenter var i Chalandritsa, og det andet var i Farres uden for området.